# شوهي يوكوياما
شوهي يوكوياما (باليابانية: 横山 翔平) (9 أغسطس 1993 في غونما في اليابان – )؛ هو لاعب كرة قدم ياباني سابق كان يلعب كلاعب وسط.

## وصلات خارجية
- شوهي يوكوياما على موقع رابطة كرة القدم اليابانية للمحترفين (اليابانية)
- شوهي يوكوياما على موقع قاعدة بيانات كرة القدم.إي يو (الإنجليزية)
- شوهي يوكوياما على موقع Soccerway.com (الإنجليزية)
- شوهي يوكوياما على موقع عالم كرة القدم.نت (الإنجليزية)